# داشبلاغ (اردبیل)
۳۷°۵۸′۰۷″ شمالی ۴۸°۳۲′۵۹″ شرقی / ۳۷٫۹۶۸۶۱°شمالی ۴۸٫۵۴۹۷۲°شرقی
داشبلاغ یک روستا در بخش مرادلو شهرستان اردبیل است که در صلوات واقع شده‌است.